# Weltpostkongress 1974
Der 17. Weltpostkongress fand erstmals nicht in der Hauptstadt eines Landes statt, Gastgeberstadt war Lausanne in der Schweiz. Für den Kongress, der vom 22. Mai bis 5. Juli 1974 stattfand, wurde ein eigenes Logo geschaffen, alle folgenden werden ebenfalls ein eigenes Logo führen.